# Damernas superkombination i alpin skidåkning vid olympiska vinterspelen 2014
Damernas superkombination i alpin skidåkning vid olympiska vinterspelen 2014 hölls på anläggningen Roza Chutor alpina center, i närheten av Krasnaja Poljana, Ryssland, den 10 februari 2014. Regerande guldmedaljör från OS 2010 var tyskan Maria Riesch. Hon lyckades försvara guldet genom att vinna detta lopp.
Roza Chutor alpina center ligger i bergskedjan Kaukasus västligaste del, cirka 60 km öster om OS-staden Sotji.
Detta var damernas första tävling vid spelen och genomfördes i två åk, störtlopp och slalom. Snabbaste totaltiden vann.

## Medaljörer
| Spel        | Guld                       | Silver                | Brons             |
| Kombination | Maria Höfl-Riesch Tyskland | Nicole Hosp Österrike | Julia Mancuso USA |

## Resultat
| Pl. | Bib | Namn                          | Land           | Störtlopp | Pl. | Slalom  | Pl. | Totalt  | Differens |
| --- | --- | ----------------------------- | -------------- | --------- | --- | ------- | --- | ------- | --------- |
| 1   | 20  | Maria Höfl-Riesch             | Tyskland       | 1.43,72   | 5   | 50,90   | 3   | 2.34,62 |           |
| 2   | 16  | Nicole Hosp                   | Österrike      | 1.43,95   | 8   | 51,07   | 4   | 2.35,02 | +0,40     |
| 3   | 22  | Julia Mancuso                 | USA            | 1.42,68   | 1   | 52,47   | 13  | 2.35,15 | +0,53     |
| 4   | 17  | Tina Maze                     | Slovenien      | 1.43,54   | 3   | 51,71   | 7   | 2.35,25 | +0,63     |
| 5   | 8   | Dominique Gisin               | Schweiz        | 1.44,01   | 10  | 52,11   | 11  | 2.36,12 | +1,50     |
| 6   | 9   | Ragnhild Mowinckel            | Norge          | 1.44,28   | 12  | 51,87   | 8   | 2.36,15 | +1,53     |
| 7   | 18  | Michaela Kirchgasser          | Österrike      | 1.45,72   | 23  | 50,69   | 2   | 2.36,41 | +1,79     |
| 8   | 11  | Anna Fenninger                | Österrike      | 1.43,67   | 4   | 52,77   | 14  | 2.36,44 | +1,82     |
| 9   | 23  | Šárka Strachová               | Tjeckien       | 1.46,51   | 25  | 50,10   | 1   | 2.36,61 | +1,99     |
| 10  | 13  | Maruša Ferk                   | Slovenien      | 1.44,87   | 17  | 52,02   | 10  | 2.36,89 | +2,27     |
| 11  | 25  | Federica Brignone             | Italien        | 1.45,68   | 22  | 51,94   | 9   | 2.37,62 | +3,00     |
| 12  | 12  | Denise Feierabend             | Schweiz        | 1.46,03   | 24  | 51,68   | 6   | 2.37,71 | +3,09     |
| 13  | 15  | Sara Hector                   | Sverige        | 1.46,54   | 26  | 51,31   | 5   | 2.37,85 | +3,23     |
| 14  | 4   | Elena Jakovisjina             | Ryssland       | 1.44,91   | 19  | 53,97   | 16  | 2.38,88 | +4,26     |
| 15  | 35  | Greta Small                   | Australien     | 1.47,99   | 29  | 52,31   | 12  | 2.40,30 | +5,68     |
| 16  | 36  | Edit Miklós                   | Ungern         | 1.44,32   | 13  | 57,29   | 19  | 2.41,61 | +6,99     |
| 17  | 32  | Karolina Chrapek              | Polen          | 1.47,28   | 28  | 54,52   | 17  | 2.41,80 | +7,18     |
| 18  | 31  | Mireia Gutiérrez              | Andorra        | 1.49,04   | 32  | 53,26   | 15  | 2.42,30 | +7,68     |
| 19  | 33  | Klára Křížová                 | Tjeckien       | 1.44,89   | 18  | 57,51   | 20  | 2.42,40 | +7,78     |
| 20  | 24  | Macarena Simari Birkner       | Argentina      | 1.48,87   | 31  | 55,06   | 18  | 2.43,93 | +9,31     |
| 21  | 34  | Anna Berecz                   | Ungern         | 1.50,28   | 33  | 58,41   | 21  | 2.48,69 | +14,07    |
| 22  | 39  | Ania Monica Caill             | Rumänien       | 1.51,91   | 34  | 1.02,04 | 22  | 2.53,95 | +19,33    |
|     | 2   | Daniela Merighetti            | Italien        | 1.44,64   | 15  | DNS     |     |         |           |
|     | 5   | Chemmy Alcott                 | Storbritannien | 1.44,83   | 16  | DNS     |     |         |           |
|     | 29  | Elena Fanchini                | Italien        | 1.44,45   | 14  | DNS     |     |         |           |
|     | 1   | Francesca Marsaglia           | Italien        | 1.43,96   | 9   | DNF     |     |         |           |
|     | 7   | Lotte Smiseth Sejersted       | Norge          | 1.43,85   | 6   | DNF     |     |         |           |
|     | 10  | Lara Gut                      | Schweiz        | 1.43,15   | 2   | DNF     |     |         |           |
|     | 19  | Elisabeth Görgl               | Österrike      | 1.43,89   | 7   | DNF     |     |         |           |
|     | 21  | Marie-Michèle Gagnon          | Kanada         | 1.45,39   | 21  | DNF     |     |         |           |
|     | 26  | Jana Gantnerová               | Slovakien      | 1.47,24   | 27  | DNF     |     |         |           |
|     | 27  | Leanne Smith                  | USA            | 1.45,06   | 20  | DNF     |     |         |           |
|     | 28  | Ilka Štuhec                   | Slovenien      | 1.44,26   | 11  | DNF     |     |         |           |
|     | 37  | Kristina Saalová              | Slovakien      | 1.48,21   | 30  | DNF     |     |         |           |
|     | 3   | Marianne Kaufmann-Abderhalden | Schweiz        | DNF       |     |         |     |         |           |
|     | 6   | Noelle Barahona               | Chile          | DNF       |     |         |     |         |           |
|     | 14  | Laurenne Ross                 | USA            | DNF       |     |         |     |         |           |
|     | 30  | Stacey Cook                   | USA            | DNF       |     |         |     |         |           |
|     | 38  | Alexandra Coletti             | Monaco         | DNF       |     |         |     |         |           |